# Albategnius (cràter)

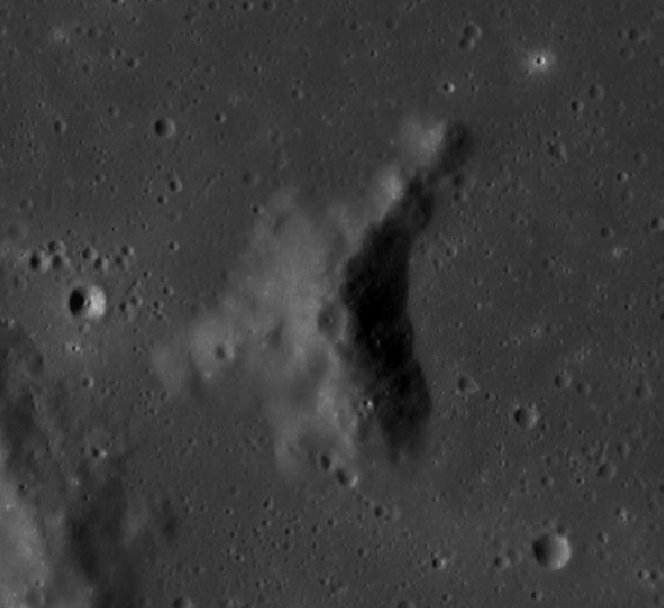
Pic central del cràter Albategnius (imatge LRO)

Albategnius és un cràter d'impacte lunar situat a la terres altes centrals. El nom va ser adoptat oficialment per la Unió Astronòmica Internacional (UAI) en 1935 i prové del nom llatí de l'astrònom i científic musulmà Al-Battaní.

## Descripció
El nivell interior d'Albategnius forma una plana emmurallada, envoltada per una alta vora annexa. La paret exterior té forma quasi hexagonal i ha estat molt erosionada per impactes, foies i esllavissades. Aconsegueix una altura superior a 4.000 metres en el seu cara nord-est. La vora està feta fallida en el costat sud-oest a causa del cràter Klein, de menor grandària.
|  |  |

Desplaçat a l'oest del punt central del cràter es troba el seu pic central, denominat Alpha (α) Albategnius. Aquesmesura poc menys de 20 quilòmetres de llarg (en direccióa nord-sud) i té una amplària d'aproximadament la meitat. El pic s'eleva a una altura d'aproximadament 1,5 km, tenint en la seva part superior un petit cràter relativament recent.

## Ubicació
El Albategnius està situat al sud del cràter Hiparc i a l'est dels cràters Ptolemeu i Alphonsus.

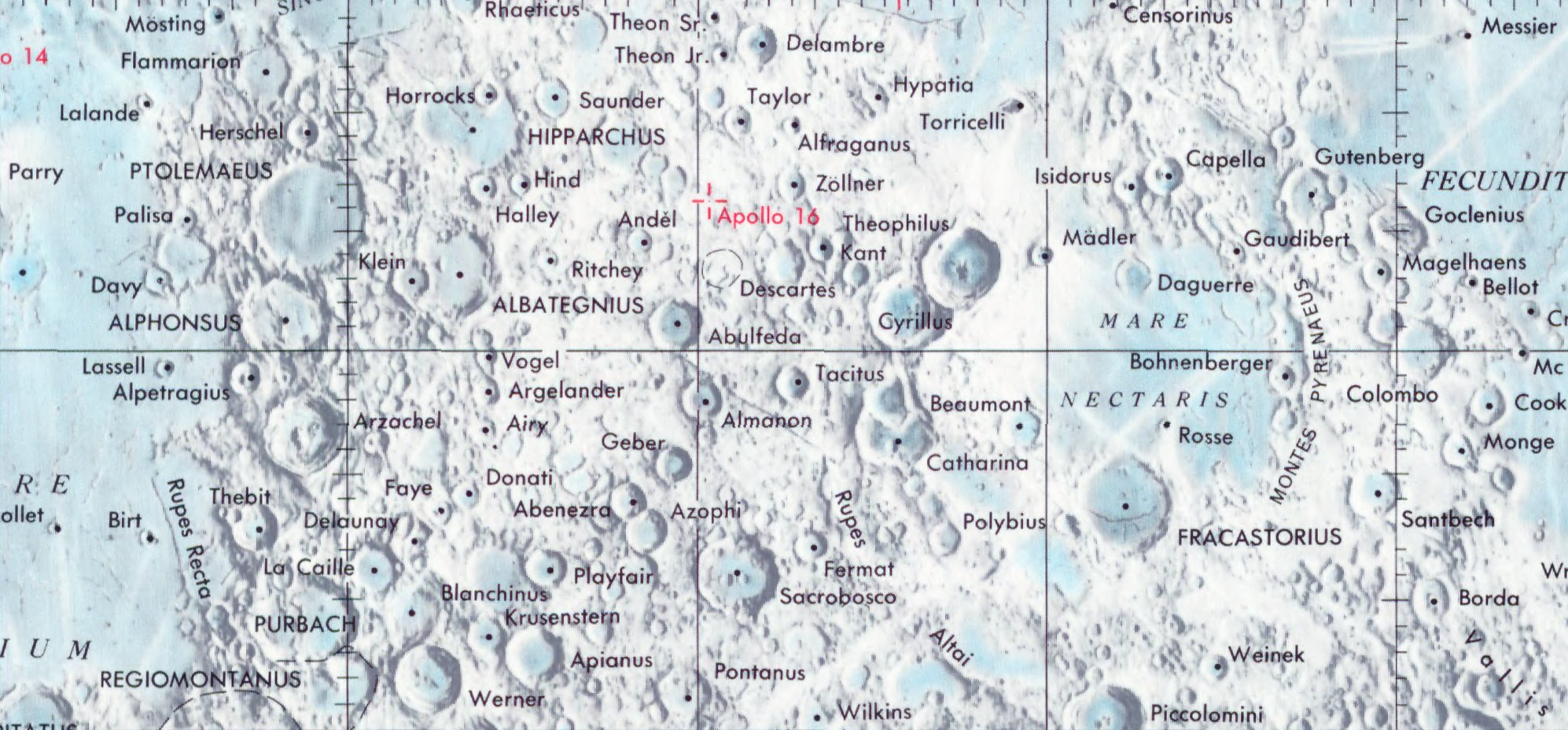
Localització d'Albategnius (centre de la imatge)

La superfície d'aquesta zona es caracteritza per un conjunt de cicatrius gairebé paral·leles que formen canals que s'estenen aproximadament en la línia nord-sud, la qual està lleugerament inclinada cap al sud-est.

## Noms
El cràter Albategnius rep el seu nom de la versió llatina del nom de l'astrònom musulmà Al-Battani. Com a molts dels cràters de la cara visible de la Lluna, el seu nom li va ser donat per Giovanni Riccioli, de qui el sistema de nomenclatura de 1651 s'ha convertit en estàndard. Els primers cartógrafos lunars li van donar noms diferents. El mapa de 1645 de Michael van Langren el denomina «Ferdinandi III Imp. Rom.» en honor de Ferran III, l'emperador del Sacre Imperi Romanogermànic. Així mateix, Johannes Hevelius el va anomenar «Didymus Mons».

## Cràters satèl·lit
Els cràters satèl·lit són petits cràters situats propers al cràter principal, rebent el mateix nom que aquest cràter acompanyat d'una lletra majúscula complementària (fins i tot si la formació d'aquests cràters és independent de la formació del cràter principal). Per convenció, aquestes característiques són identificades en mapes lunars posant la lletra en el costat del punt mitjà del cràter que es trobi més proper a l'Albategnius.
|             | \| Albategnius \| Coordenades \| Diàmetre \| \| ----------- \| ---------------------------------- \| -------- \| \| A \| 8° 54′ S, 3° 12′ E / 8.9°S,3.2°E \| 7 km \| \| B \| 10° 00′ S, 4° 00′ E / 10.0°S,4.0°E \| 20 km \| \| C \| 10° 18′ S, 3° 42′ E / 10.3°S,3.7°E \| 6 km \| \| D \| 11° 18′ S, 7° 06′ E / 11.3°S,7.1°E \| 9 km \| \| E \| 12° 54′ S, 6° 24′ E / 12.9°S,6.4°E \| 14 km \| \| G \| 9° 24′ S, 1° 54′ E / 9.4°S,1.9°E \| 15 km \| \| H \| 9° 42′ S, 5° 12′ E / 9.7°S,5.2°E \| 11 km \| \| J \| 11° 06′ S, 6° 12′ E / 11.1°S,6.2°E \| 7 km \| \| K \| 9° 54′ S, 2° 00′ E / 9.9°S,2.0°E \| 10 km \| \| L \| 12° 06′ S, 6° 18′ E / 12.1°S,6.3°E \| 8 km \| \| M \| 8° 54′ S, 4° 12′ E / 8.9°S,4.2°E \| 9 km \| \| N \| 9° 48′ S, 4° 30′ E / 9.8°S,4.5°E \| 9 km \| \| O \| 13° 12′ S, 4° 12′ E / 13.2°S,4.2°E \| 5 km \| \| P \| 12° 54′ S, 4° 30′ E / 12.9°S,4.5°E \| 5 km \| \| S \| 13° 18′ S, 6° 06′ E / 13.3°S,6.1°E \| 6 km \| \| T \| 12° 36′ S, 6° 06′ E / 12.6°S,6.1°E \| 9 km \| |          |
| Albategnius | Coordenades | Diàmetre |
| A           | 8° 54′ S, 3° 12′ E / 8.9°S,3.2°E | 7 km     |
| B           | 10° 00′ S, 4° 00′ E / 10.0°S,4.0°E | 20 km    |
| C           | 10° 18′ S, 3° 42′ E / 10.3°S,3.7°E | 6 km     |
| D           | 11° 18′ S, 7° 06′ E / 11.3°S,7.1°E | 9 km     |
| E           | 12° 54′ S, 6° 24′ E / 12.9°S,6.4°E | 14 km    |
| G           | 9° 24′ S, 1° 54′ E / 9.4°S,1.9°E | 15 km    |
| H           | 9° 42′ S, 5° 12′ E / 9.7°S,5.2°E | 11 km    |
| J           | 11° 06′ S, 6° 12′ E / 11.1°S,6.2°E | 7 km     |
| K           | 9° 54′ S, 2° 00′ E / 9.9°S,2.0°E | 10 km    |
| L           | 12° 06′ S, 6° 18′ E / 12.1°S,6.3°E | 8 km     |
| M           | 8° 54′ S, 4° 12′ E / 8.9°S,4.2°E | 9 km     |
| N           | 9° 48′ S, 4° 30′ E / 9.8°S,4.5°E | 9 km     |
| O           | 13° 12′ S, 4° 12′ E / 13.2°S,4.2°E | 5 km     |
| P           | 12° 54′ S, 4° 30′ E / 12.9°S,4.5°E | 5 km     |
| S           | 13° 18′ S, 6° 06′ E / 13.3°S,6.1°E | 6 km     |
| T           | 12° 36′ S, 6° 06′ E / 12.6°S,6.1°E | 9 km     |

### Altres referències
- (WGPSN), IAU Working Group for Planetary System Nomenclature. «Gazetteer of Planetary Nomenclature. 1:1 Million-Scale Maps of the Moon» (en anglès).  UAI / USGS, 13-02-2013. [Consulta: 6 abril 2016].
- Andersson, L. E.; Whitaker, E. A.,. NASA Catalogue of Lunar Nomenclature (en anglès).  NASA RP-1097, 1982.
- Blue, Jennifer. «Gazetteer of Planetary Nomenclature» (en anglès).  USGS, 25-07-2007. [Consulta: 2 gener 2012].
- Bussey, B.; Spudis, P.. The Clementine Atlas of the Moon (en anglès).  Nueva York: Cambridge University Press, 2004. ISBN 0-521-81528-2.
- Cocks, Elijah E.; Cocks, Josiah C.. Who's Who on the Moon: A Biographical Dictionary of Lunar Nomenclature (en anglès).  Tudor Publishers, 1995. ISBN 0-936389-27-3.
- McDowell, Jonathan. «Lunar Nomenclature» (en anglès).   Jonathan's Space Report, 15-07-2007. [Consulta: 2 gener 2012].
- Menzel, D. H.; Minnaert, M.; Levin, B.; Dollfus, A.; Bell, B. «Report on Lunar Nomenclature by The Working Group of Commission 17 of the IAU» (en anglès). Space Science Reviews, 12, 1971, pàg. 136.
- Moore, Patrick. On the Moon (en anglès).  Sterling Publishing Co, 2001. ISBN 0-304-35469-4.
- Price, Fred W. The Moon Observer's Handbook (en anglès).  Cambridge University Press, 1988. ISBN 0521335000.
- Rükl, Antonín. Atlas of the Moon (en anglès).  Kalmbach Books, 1990. ISBN 0-913135-17-8.
- Webb, Rev. T. W.. Celestial Objects for Common Telescopes, 6ª edición revisada (en anglès).  Dover, 1962. ISBN 0-486-20917-2.
- Whitaker, Ewen A. Mapping and Naming the Moon (en anglès).  Cambridge University Press, 2003. 978-0-521-54414-6.
- Wlasuk, Peter T. Observing the Moon (en anglès).  Springer, 2000. ISBN 1-85233-193-3.